# Vabank
Vabank – polska komedia kryminalna retro w reżyserii Juliusza Machulskiego z 1981, będąca jego pełnometrażowym debiutem fabularnym.
Głównym bohaterem filmu jest kasiarz Henryk Kwinto (Jan Machulski), który po wyjściu z więzienia dąży do organizacji skoku na bank swojego byłego wiarołomnego wspólnika, Gustawa Kramera (Leonard Pietraszak), odpowiedzialnego za śmierć jego przyjaciela. Film odniósł znaczący sukces komercyjny, zdobywając również nagrody festiwalowe (między innymi dla Juliusza Machulskiego za debiut reżyserski na Festiwalu Polskich Filmów Fabularnych). W 1985 ukazał się sequel filmu pod tytułem Vabank II, czyli riposta.

## Fabuła

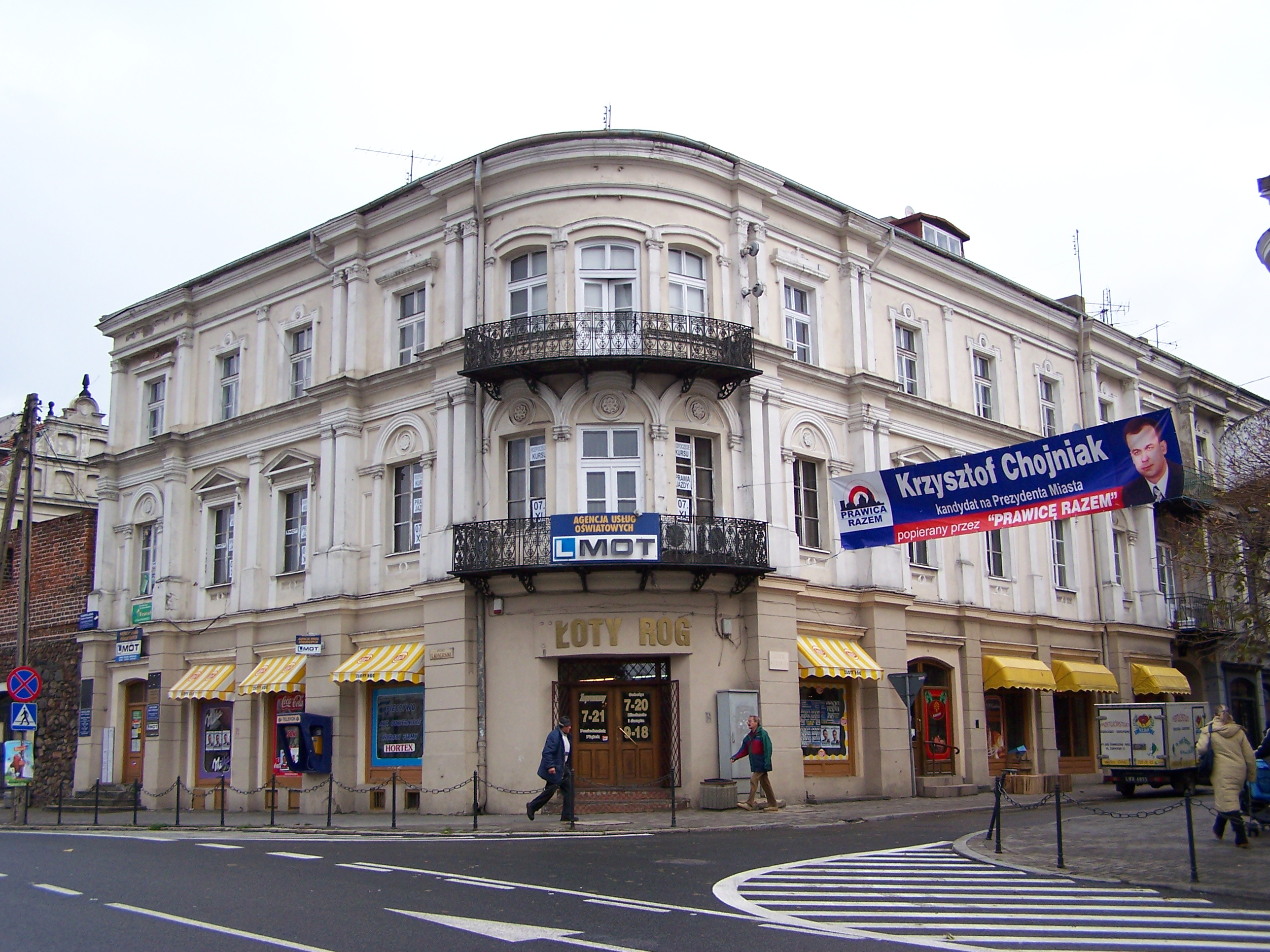
Kamienica narożna przy pl. Kościuszki (ul. Sieradzka) w Piotrkowie Trybunalskim, imitująca Dom Bankowy Kramera

Akcja rozgrywa się w Warszawie w 1934. Po sześciu latach odsiadki kasiarz Henryk Kwinto wychodzi na wolność. Kiedy wraca do swojego mieszkania sprzed osadzenia w zakładzie karnym, dowiaduje się, że jego żona mieszka już z innym mężczyzną. Dawny wspólnik Gustaw Kramer – człowiek, przez którego zdradę Kwinto trafił do więzienia – jest już majętnym dyrektorem banku. Kramer, spotkawszy się z Kwintą, wręcza mu pieniądze mające być rekompensatą za zdradę. Jednocześnie uprzedza go, że jego banku nie da się okraść z racji doskonałego zabezpieczenia, wypowiadając kwestię: „Ucho od śledzia”. Kwinto wybacza dawnemu wspólnikowi, kiedy jednak dowiaduje się, że to Kramer doprowadził do bankructwa i śmierci dawnego przyjaciela Kwinty, Tadeusza Rychlińskiego, decyduje się na dokonanie swojego ostatniego rabunku.
Kwinto organizuje brawurowy napad na bank razem z innym swoim przyjacielem, Duńczykiem, który specjalizuje się w blokowaniu systemów bankowych, a także z niedoświadczonymi szopenfeldziarzami Nutą i Moksem, dla których staje się mentorem. Jednocześnie sam napad zostaje tak zaaranżowany, aby podejrzenia padły na samego właściciela banku. Kramer zostaje aresztowany. Część pieniędzy skradzionych podczas rabunku Kwinto zwraca żonie Rychlińskiego za pośrednictwem Moksa. Kiedy policja odwozi Kramera do więzienia, pod bramą stoi Kwinto, który zasłania się gazetą. Delikatnie dotykając ucha, sygnalizuje aresztowanemu swój triumf.

## Obsada
- Jan Machulski – Henryk Kwinto
- Leonard Pietraszak – Gustaw Kramer
- Witold Pyrkosz – J.J. Duńczyk
- Krzysztof Kiersznowski – Nuta
- Jacek Chmielnik – Moks
- Elżbieta Zającówna – Natalia
- Ewa Szykulska – Marta Rychlińska
- Zdzisław Kuźniar – Krempitsch
- Józef Para – komisarz Przygoda
- Janusz Michałowski – komisarz Karelicki
- Włodzimierz Musiał – Szpulski-„Szpula”
- Ryszard Kotys – Melski, bileter / „krawiec”
- Zbigniew Geiger – Stawiski, sekretarz Kramera
- Zdzisław Wardejn – właściciel teatru
- Henryk Bista – Jan Rożek
- Leon Niemczyk – jubiler
- Grzegorz Heromiński – asystent komisarza Przygody
- Czesław Przybyła – urzędnik więzienny
- Mieczysław Janowski – Olek, strażnik w banku Kramera
- Stanisław Jaroszyński – strażnik w banku Kramera
- Ewa Frąckiewicz – „krawcowa”
- Zofia Charewicz – żona Kwinty
- Zdzisław Szymborski – inżynier policyjny
- Jack Recknitz – sprawozdawca niemiecki na meczu

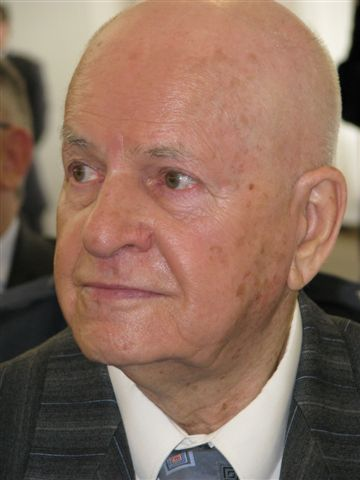
Jan Machulski (2008)
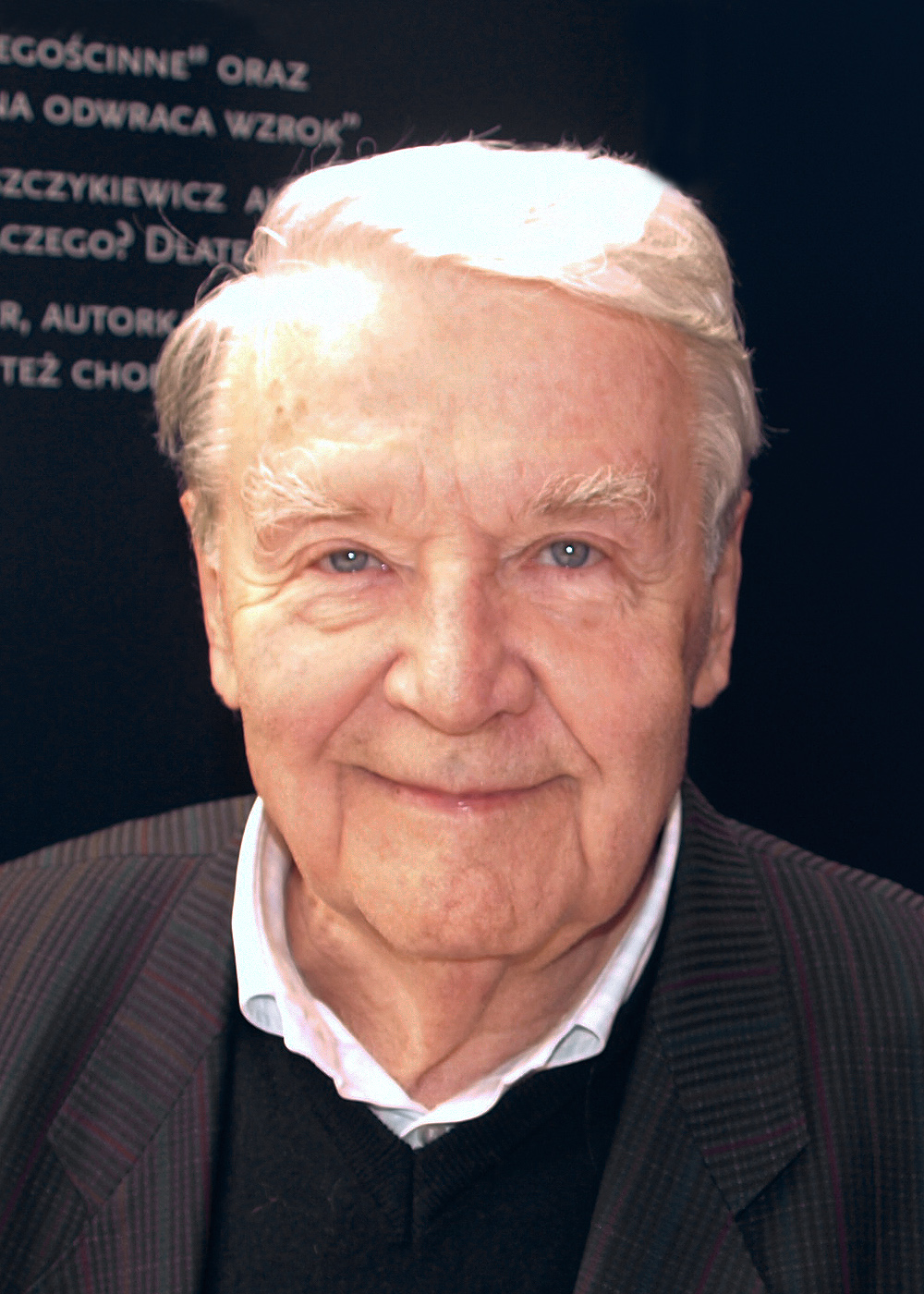
Leonard Pietraszak (2015)
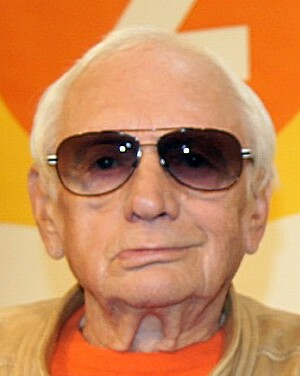
Witold Pyrkosz (2012)
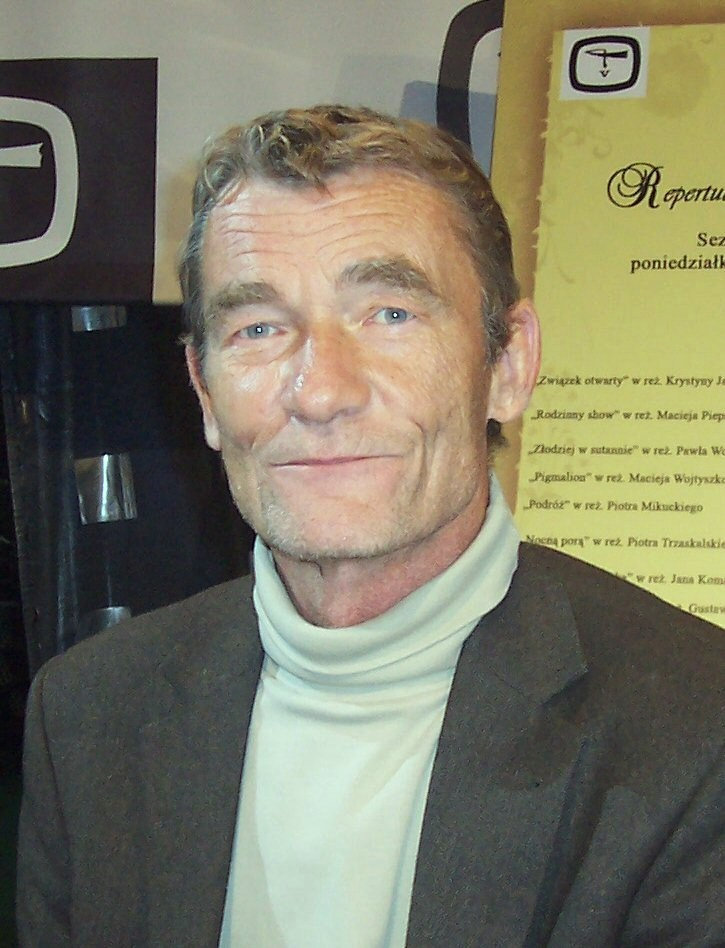
Krzysztof Kiersznowski (2008)
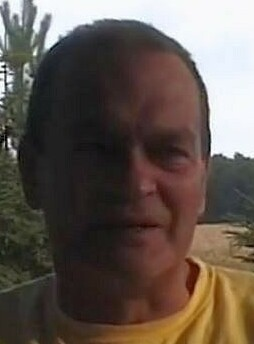
Jacek Chmielnik (2006)
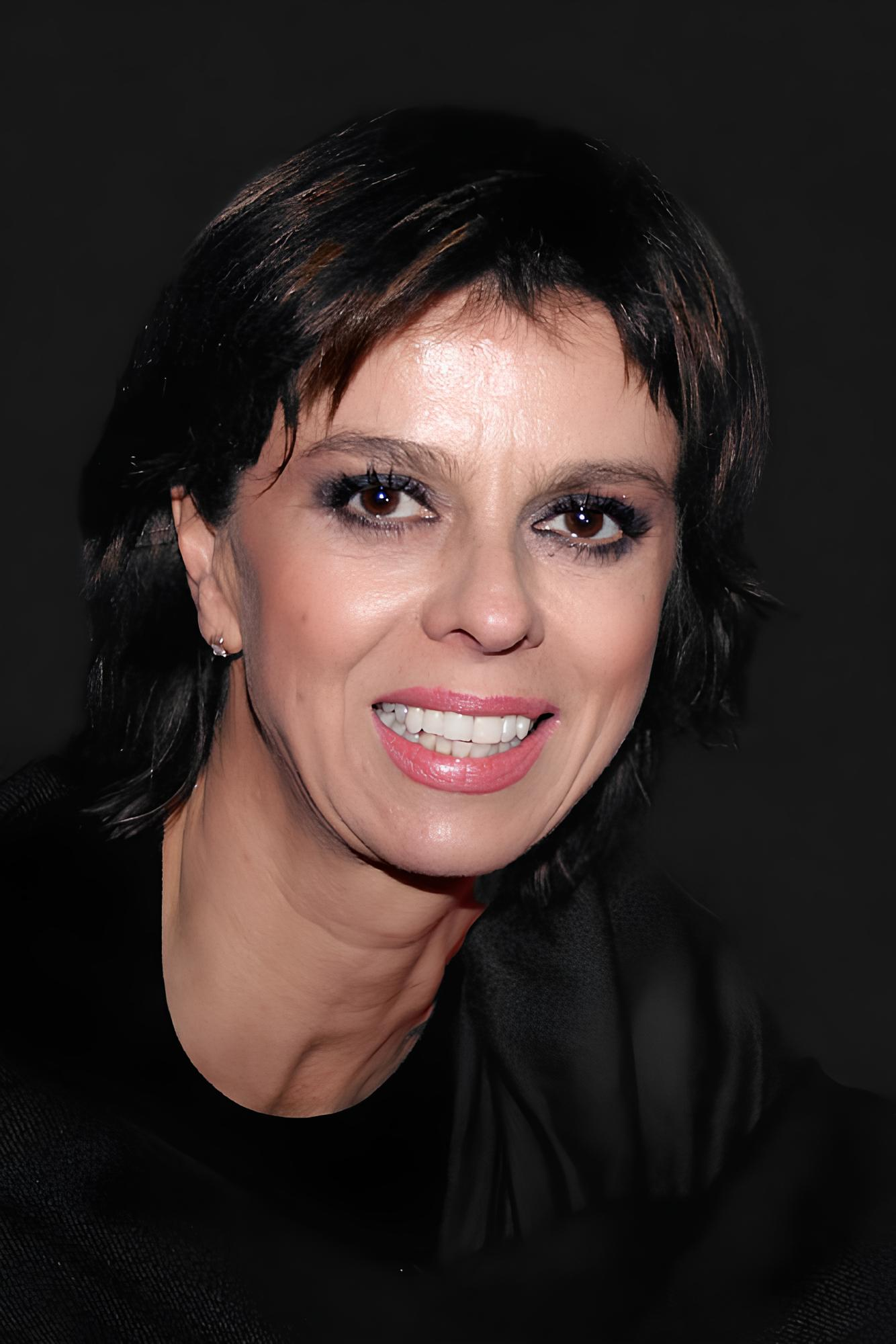
Elżbieta Zającówna (2008)
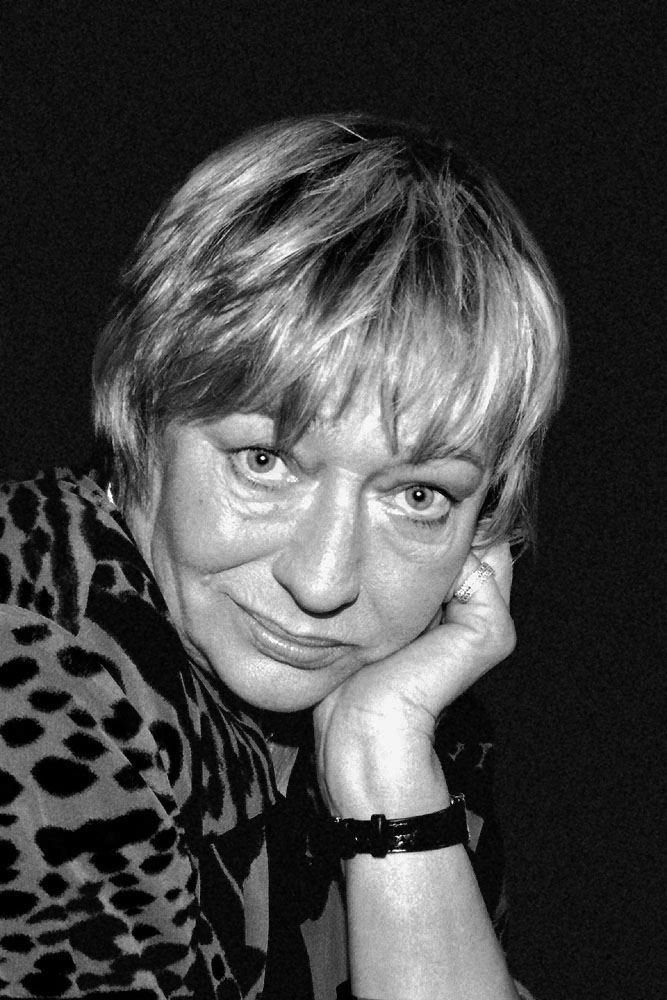
Ewa Szykulska (2005)

## Produkcja

### Prace przygotowawcze

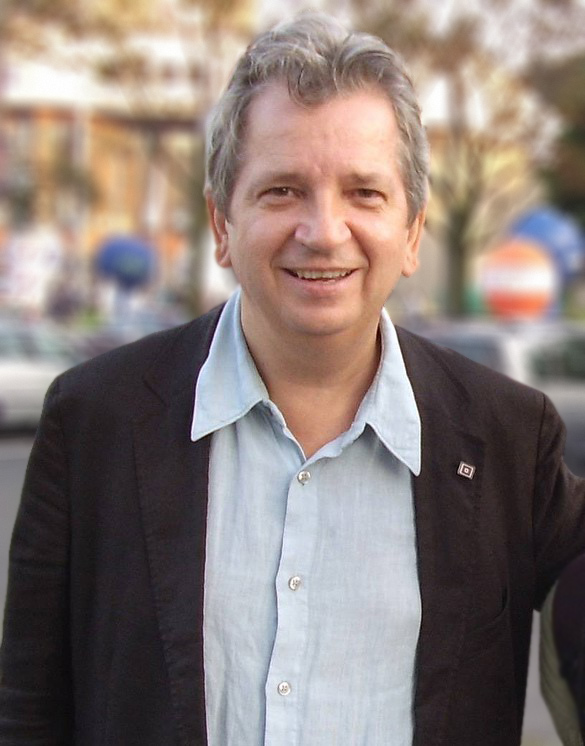
Juliusz Machulski, reżyser filmu

Jak tłumaczy genezę tytułu filmu Grażyna Stachówna:

Francuskie wyrażenie va banque! oznacza w grach hazardowych stawkę równą całemu zebranemu bankowi, a w przenośni: iść na całego, niech się dzieje, co chce! Tytuł filmu oddaje jego temat, rodzaj intrygi i działanie bohaterów.

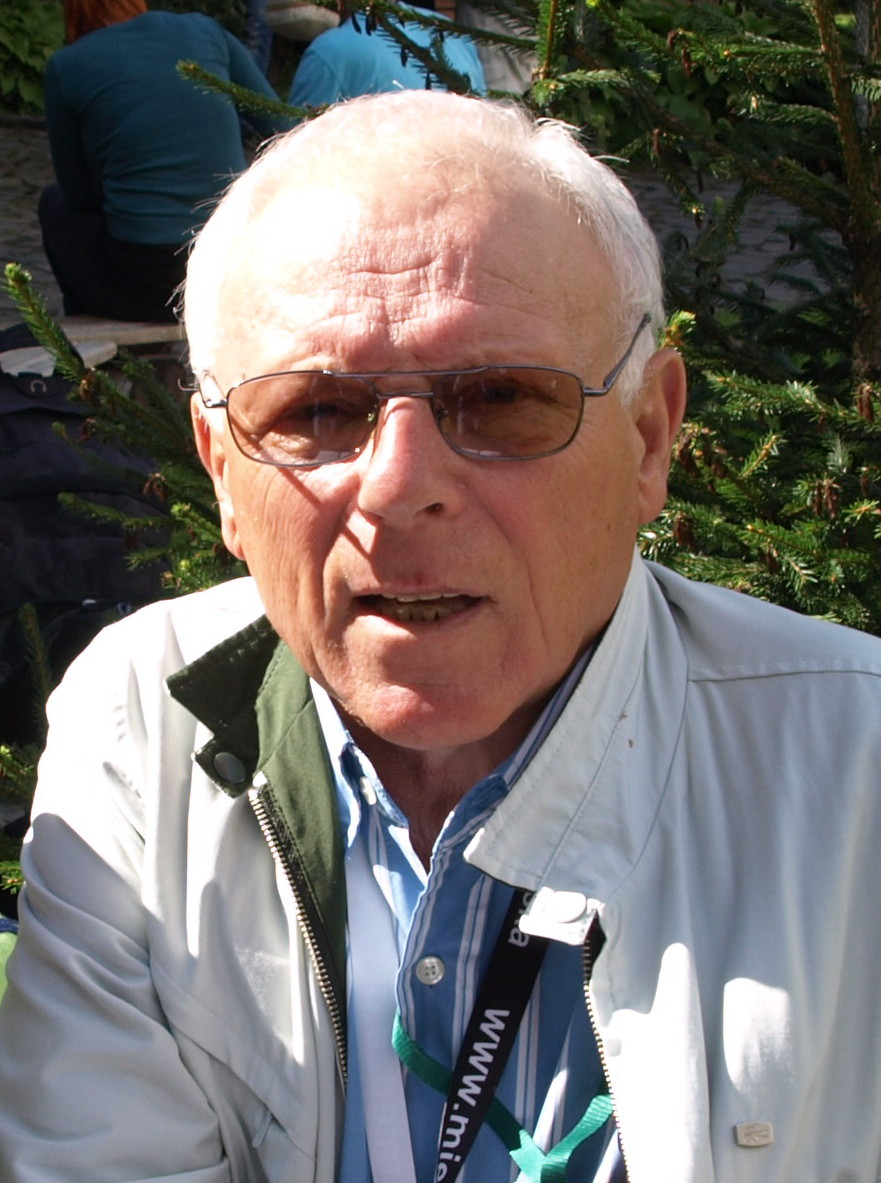
Henryk Kuźniak, kompozytor muzyki do filmu

Nad projektem Vabanku Juliusz Machulski myślał jeszcze jako student na Wydziale Reżyserii Państwowej Wyższej Szkoły Filmowej w Łodzi . Jako wzór dla postaci Henryka Kwinty przyszły reżyser obrał autentyczną postać Stanisława Cichockiego „Szpicbródkę”, czołowego kasiarza epoki II Rzeczypospolitej . Wertując przedwojenne gazety, natrafił na informacje o znalezionej przy Cichockim metalowej blaszce, która podczas napadu na bank doprowadziła do zablokowania systemu alarmowego. Ów przedmiot miał odegrać ważną rolę także w filmowym napadzie. Kilku innych bohaterów filmu również miało swoje autentyczne pierwowzory. Także nazwiska bohaterów wziął z lektury przedwojennego pisma „Tajny Detektyw” . Pierwszy zarys scenariusza Vabanku został napisany w 1977 na wczasach w Bułgarii, lecz Juliusz Machulski nie miał nadziei, iż debiutantowi pozwoli się zrealizować jego projekt. Jednakże scenariusz filmu trafił do Zespołu Filmowego „Kadr”, którego kierownik artystyczny, Jerzy Kawalerowicz, przychylnie odniósł się do projektu. Po pozytywnej kolaudacji film został skierowany do produkcji .
Przy tworzeniu swego filmu Juliusz Machulski nawiązał do zmitologizowanego przez kino wizerunku lat 30. XX wieku. Jak deklarował sam reżyser, Vabank miał być pierwotnie filmem kryminalnym z prawdziwego zdarzenia, nie zaś komedią: „Ona mi wyszła jakby niechcący, ponieważ przede wszystkim robiłem film kryminalny, z całym szacunkiem dla tego gatunku i jego zasad. Z drugiej jednak strony wydawało mi się, że zupełnie serio tego rodzaju filmów nie da się opowiadać”. Stąd też Machulski zdecydował się dokonać pastiszu filmu kryminalnego Żądło (1973) George’a Roya Hilla, aczkolwiek w Vabanku pojawiają się także nawiązania do Przygód Arsena Lupina (1957) Jacques’a Beckera oraz Rififi (1955) Julesa Dassina. Jak podkreślał Feliks Netz, Machulski „przejął ich ton [...], konstrukcję scenariusza, tempo, typy bohaterów [...], a także ów szczególny rodzaj moralnego przesłania, jaki amerykańskim filmom kryminalnym nadawał niebagatelną rangę społeczną”. Muzykę do filmu, inspirowaną umownym klimatem epoki, skomponował Henryk Kuźniak .

### Obsada i zdjęcia

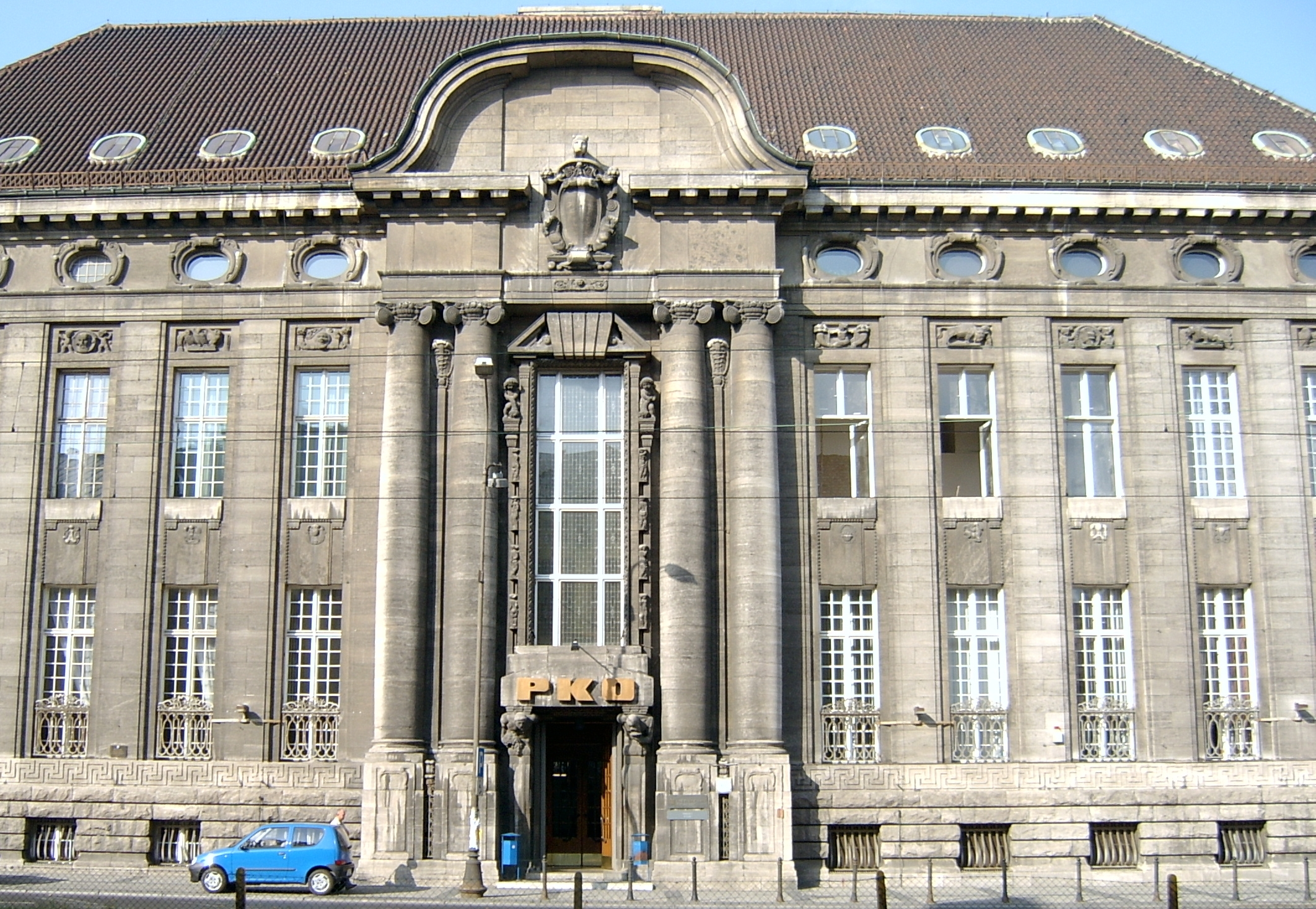
Bank przy al. Kościuszki w Łodzi, w którym kręcono sceny wnętrz Domu Bankowego Kramera

W rolę Henryka Kwinty wcielił się ojciec debiutującego reżysera, Jan Machulski, kojarzony dotąd z postaciami ludzi młodych z takich filmów, jak Ostatni dzień lata (1958) oraz Sublokator (1966). Jan Machulski w zamiarze syna miał zerwać ze swym dotychczasowym wizerunkiem, w czym miały pomóc takie środki ekspresji, jak ponure spojrzenie oraz brak promiennego uśmiechu. Ojciec Juliusza Machulskiego twierdził później, że: „rola Kwinty okazała się dla mnie dlatego tak trudna, że tak daleka od mojej swobody bycia w roli, od mojego utrwalonego wizerunku, ode mnie samego”. Początkowo rola Duńczyka była przeznaczona dla Andrzeja Łapickiego, jednak ten nie zgodził się na udział w castingu, wobec czego zastąpił go Witold Pyrkosz. Jacek Chmielnik rolę Moksa otrzymał przypadkowo; postać miał odtwarzać Marek Kondrat, lecz się wycofał ze względów rodzinnych . Machulski spotkał Chmielnika w łódzkiej restauracji, po czym złożył mu ofertę zagrania w filmie, którą Chmielnik przyjął . Rolę komisarza policji miał otrzymać Jerzy Stuhr, ówcześnie biorący udział w zdjęciach do Wizji lokalnej 1901 (1980) Filipa Bajona . Jak jednak wspominał Machulski, Stuhr z braku czasu odmówił (komisarza zagrał ostatecznie Janusz Michałowski), lecz zarazem zasugerował swoją studentkę Elżbietę Zającównę do roli Natalii .
Zdjęcia do filmu powstały w Łodzi (m.in. na ul. Moniuszki, w hotelu Grand, w banku przy al. Kościuszki, na Starym Cmentarzu i w budynku sądu przy pl. Dąbrowskiego), Piotrkowie Trybunalskim (na placu Kościuszki, ul. Sieradzkiej i kilku podwórkach), Warszawie (gmach Państwowego Banku Rolnego przy ul. Nowogrodzkiej 50) i Łęczycy (więzienie przy ul. Pocztowej).
W produkcji, jako element scenografii, wykorzystano również łódzki fotoplastikon, znajdujący się wówczas w Muzeum Historii Miasta Łodzi, w dawnym pałacu Izraela Poznańskiego przy ul. Ogrodowej . Zdjęcia do Vabanku zakończyły się pod koniec 1981, jeszcze przed wprowadzeniem stanu wojennego w Polsce .
W 2019 roku na płytach DVD i Blu-ray, w ramach serii wydawniczej Rekonstrukcja cyfrowa ukazała się zrekonstruowana cyfrowo wersja Vabanku.

## Odbiór

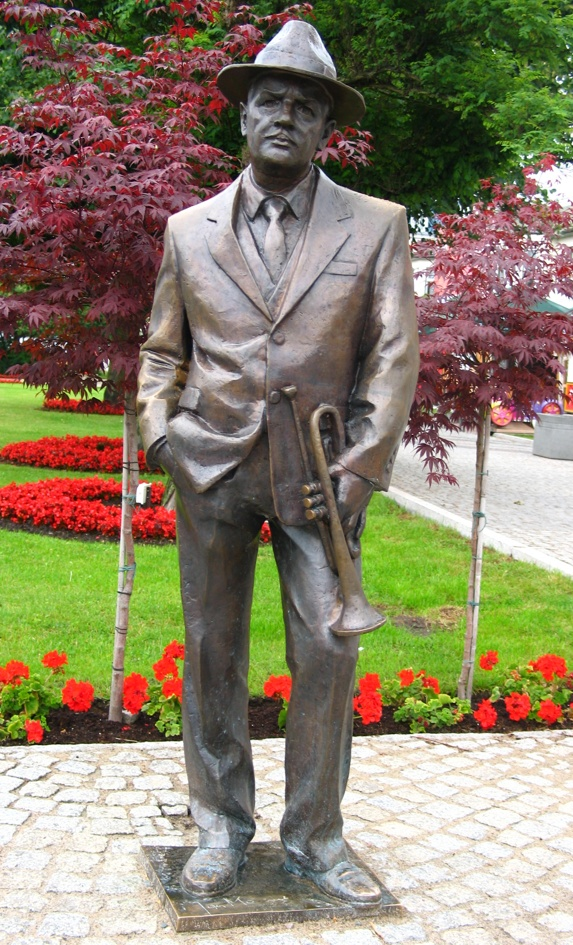
Pomnik Jana Machulskiego (jako Henryka Kwinty) w Międzyzdrojach

Vabank odniósł sukces komercyjny, do 1982 gromadząc w polskich kinach około 1 442 000 widzów; był też popularny w Związku Radzieckim. Film zebrał jednak zróżnicowane recenzje. Jerzy Płażewski doceniał Vabank za pomysłowość oraz umiejętność w łączeniu kina autorskiego z komercyjnym. Tymczasem Bożena Janicka w ironicznej recenzji dla „Filmu” chwaliła wprawdzie reżysera za „bezbłędną intuicję w doborze obsady” (szczególnie zaś role Jana Machulskiego i Witolda Pyrkosza), jednak dostrzegła w Vabanku sporą lukę scenariuszową: „skąd taki porządny człowiek, jak Kwinto, mógł w ogóle znać podobnego łobuza [Kramera]?” Andrzej Kołodyński w swojej recenzji filmu preferował spontaniczną grę Pyrkosza od aktorstwa Machulskiego-seniora, postaci „budowanej charakteryzacją, pracowitymi trikami, a nawet cytatami z Newmana”. Kołodyński podkreślał, że „to aktorzy sprawiają, że na ekranie nie słabnie żywioł zabawy”. Porównując Vabank z innym filmem retro – Znachorem (1982) Jerzego Hoffmana – Kołodyński podsumowywał, iż oba filmy niosą ze sobą „rehabilitację solidnego, twórczego rzemiosła, a to już w naszych warunkach niemało”.
Mimo to, zdaniem filmoznawcy Artura Majera, Vabank miał szczególne znaczenie dla polskiej kinematografii, gdyż „w czasie stanu wojennego film zapewniał widzom – nieobecną w kinie czy telewizji – rozrywkę, ale też, pod jej maską, przemycał ideologię honoru, godności i uczciwości”. Rosyjski krytyk filmowy Władimir Gromow pisał, że w filmie Juliusza Machulskiego „zadziałało wszystko: idealnie obsadzony bohater, zwarta reżyseria, humor, który powalił publiczność na kolana, świetna atmosfera wytworzona przy użyciu minimalnych środków. Oraz, oczywiście, niesamowita historia o przechytrzeniu zła. Za to wszystko i jeszcze więcej, kochamy Vabank – film, który stał się absolutnym arcydziełem polskiego kina” .
Piotr Zwierzchowski zauważył, że popularność Vabanku brała się nie tylko z dobrze rozpoznanych wzorców gatunkowych, ale również politycznego przesłania. W filmie Kwinto wypowiada następującą kwestię:
Zamiast kraść jako dyrektor, fabrykant, sekretarz czy inny prezes, lepiej już kraść par excellence jako złodziej. Tak jest chyba uczciwiej.
Zdaniem Zwierzchowskiego ta kwestia dialogowa była dwuznaczna: nie tylko odnosiła się do nędzy okresu Polski międzywojennej, ale również stanowiła aluzję do minionych rządów Edwarda Gierka, „zwłaszcza dzięki owemu sekretarzowi, jednoznacznie przecież kojarzącemu się z reprezentantem PZPR”. Odzwierciedlała też odczucia społeczne „związane z korupcją i niegospodarnością przedstawicieli władzy na różnym szczeblu”.

## Nagrody
| Rok  | Festiwal/organizator                                    | Wyróżnienie                                  | Odbiorca          |
| ---- | ------------------------------------------------------- | -------------------------------------------- | ----------------- |
| 1981 | Koszaliński Festiwal Debiutów Filmowych „Młodzi i Film” | Wyróżnienie                                  |                   |
| 1981 | Festiwal Polskich Filmów Fabularnych                    | Brązowe Lwy Gdańskie za debiut reżyserski    | Juliusz Machulski |
| 1982 | Międzynarodowy Festiwal Filmowy w Karlowych Warach      | Dyplom jury                                  |                   |
| 1982 | Międzynarodowy Festiwal Filmowy w Karlowych Warach      | Nagroda Centralnego Komitetu ZMS             |                   |
| 1982 | MystFest                                                | Nagroda AGIS-BNL                             |                   |
| 1982 | Międzynarodowy Festiwal Filmowy w Manili                | Nagroda specjalna                            |                   |
| 1982 | Międzynarodowy Festiwal Filmów Komediowych w Vevey      | Złota Laseczka                               |                   |
| 1983 | Ministerstwo Kultury i Sztuki                           | Nagroda Ministra Kultury i Sztuki II stopnia | Juliusz Machulski |
| 1984 | Międzynarodowy Festiwal Filmów Komediowych w Marsylii   | Grand Prix                                   |                   |